# Église Saint-Martin de Marquemont
Pour les articles homonymes, voir église Saint-Martin.
L'église Saint-Martin est une église catholique désaffectée au culte située au hameau de Marquemont, chef-lieu de l'actuelle commune de Monneville dans le département de l'Oise, en région Hauts-de-France en France. L'église a été classée monument historique par décret du 22 mars 1934. Désaffectée lors du transfert de la mairie à Monneville en 1860 mais déjà pratiquement hors d'usage à ce moment, elle tombe alors lentement en ruine. Grâce à l'engagement d'une association, les réparations les plus urgentes ont pu être effectuées, et la nef romane a même été en grande partie restaurée. L'édifice est surtout remarquable pour son portail roman du second quart du XIIe siècle, et son chœur gothique bâti vers 1240. D'un style élégant et léger, il rappelle le chœur de l'abbatiale Saint-Martin de Pontoise, qui, lui, n'existe plus. Pour l'installation de boiseries au XVIIIe siècle, la travée de l'abside a malheureusement été mutilée. Le haut clocher du XVIe siècle est sans grand intérêt architectural extérieurement, alors que l'intérieur présente tout au moins une disposition originale et inhabituelle pour l'époque.

## Localisation
« Quand on va de Liancourt-Saint-Pierre à Méru, une fois descendu dans la vallée de la Troëne, on aperçoit bientôt sur la droite, à mi-côte, la tour et les toitures d'une église envahie par ce manteau de lierre qui revêt les édifices abandonnés et qui, si agréable qu'il soit, ne contribue pas peu à en accélérer la ruine. Quelques maisons, en petit nombre, encore habitées, d'autres désertes et non entretenues, rappellent qu'il y avait là jadis un village assez important. C'était Marquemont ; en 1860, par décret impérial, le chef-lieu de cette commune fut transféré à Monneville » (Louis Régnier). L'église se situe à la limite nord de l'unique cimetière de la commune. La façade occidentale, l'élévation sud et en partie le chevet donnent sur le cimetière, alors que le pan nord-est du chevet et l'élévation nord donnent sur un terrain en friche et un bois.

## Historique
Les origines de l'église ne sont pas connues. La nef permet une datation de la seconde moitié du XIe siècle, mais le portail roman particulièrement remarquable est plus jeune. L'église était associée à un prieuré de l'abbaye Saint-Martin de Pontoise, qui nommait aussi à la cure. Le transept et le chœur ont été reconstruits dans le style gothique vers 1240. Le chœur était apparemment inspiré de son homologue de l'abbatiale Saint-Martin de Pontoise, dont l'on sait qu'il faisait l'admiration des habitants. Le clocher a été bâti au premier quart du XVIe siècle dans le style gothique flamboyant et la croisée du transept a été refaite peu de temps après. Le prieuré a été désaffecté à la Révolution française. L'église a continué de servir d'église paroissiale pendant quelques décennies encore, mais au moment où le chef-lieu de la commune fut transféré vers l'ancien hameau de Monneville, toutes les messes se célébraient déjà dans la nouvelle chapelle néogothique de cette localité. Jusqu'en 1880, le presbytère resta le siège officiel de la paroisse demeurant toutefois à Marquemont. En 1900, l'ancien bâtiment du prieuré fut démoli afin d'agrandir le cimetière. Louis Régnier l'a encore vu debout et dit qu'il était contigu à l'église (en l'occurrence à la première travée du chœur côté sud), et il contenait une pièce ouverte sur l'église et formant tribune. Seule une fenêtre bouchée en témoigne encore. L'église est devenu propriété communale avec la loi de 1905, mais elle n'a plus d'utilité et n'est plus du tout entretenue à cette époque,. Ce qui est qualifié de « ruines » dans le décret de protection a été classé monument historique par décret du 22 mars 1934. Plus récemment, une initiative privée a permis de restaurer successivement les différentes parties de l'église et d'assurer ainsi la survie de ce précieux témoin de l'histoire pour les générations futures.

## Description

### Aperçu général
Régulièrement orientée, l'église Saint-Martin se compose d'une nef-grange romane simplement plafonnée ; d'une croisée du transept refaite au second quart du XVIe siècle ; d'un croisillon nord d'autour de 1240 ; d'un chœur de deux travées au chevet à pans coupés de la même époque ; et d'un clocher en bâtière occupant l'emplacement du croisillon sud, datant du premier quart du XVIe siècle. Sa base est ouverte sur la croisée du transept, mais elle est également directement reliée à la nef par un passage berrichon. L'on note qu'il n'y a nulle part de collatéraux. Sauf la nef, l'église est voûtée d'ogives. Il n'y a pas de sacristie. L'église ne possède qu'un unique accès, à savoir le portail occidental roman de la nef. Notamment grâce à l'envergure du chœur dont la première travée est carrée, la longueur dans-œuvre de l'église est assez considérable pour un tout petit village, et atteint 30,78 m, ce qui correspond à la moyenne d'un bourg rural dans la région. La largeur est de 15,50 m au niveau du transept.

### Intérieur

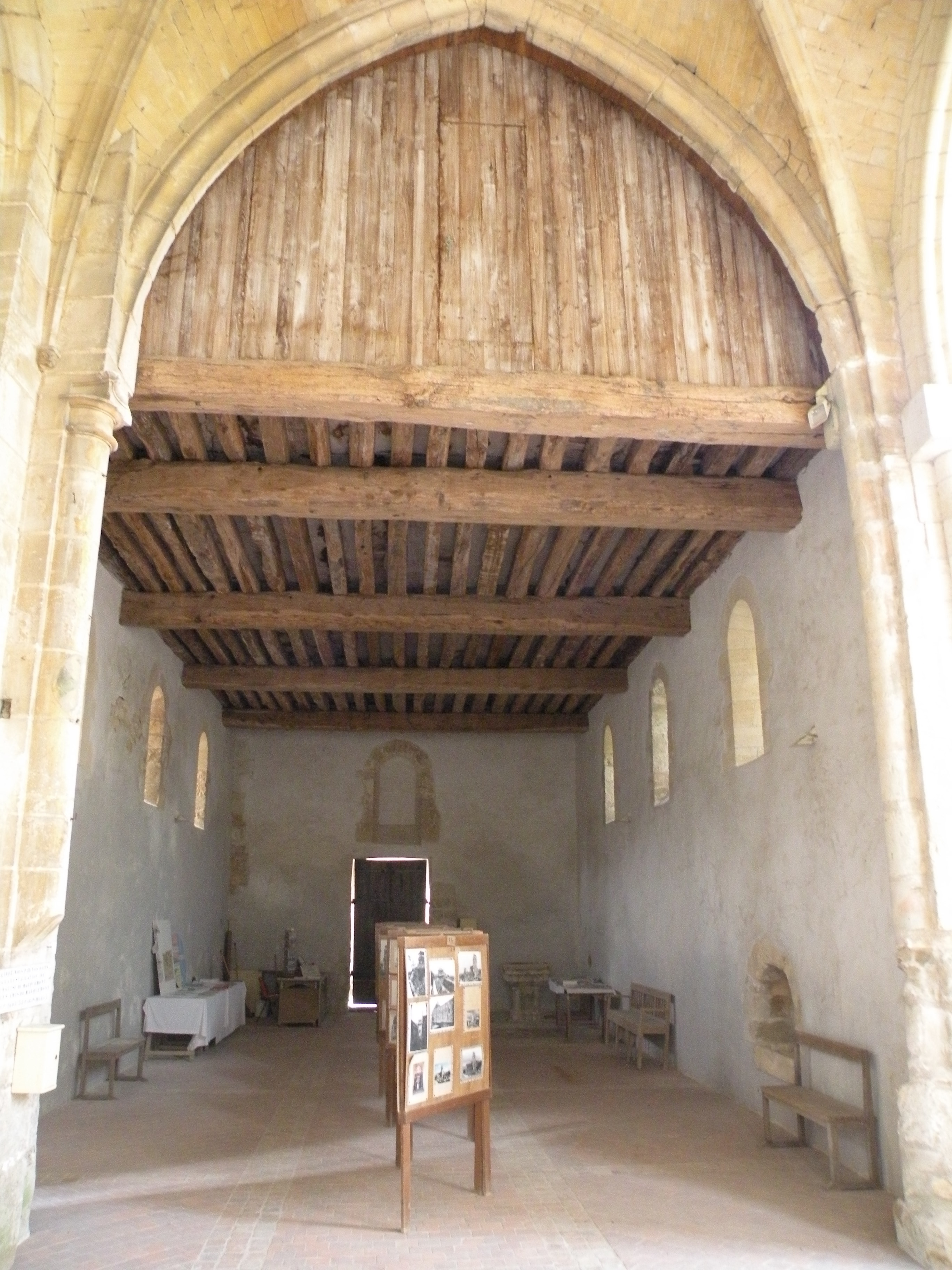
Nef, vue depuis la croisée.

#### Nef
La nef est bâtie en moellons irrégulièrement taillés. En l'absence de arcades et de voûtes, il n'y a aucune subdivision en travées. La largeur est de 6,80 m et la longueur de 13,28 m. L'épaisseur des murs gouttereaux est de 90 cm, et celle du mur occidental de 60 cm seulement. L'éclairage naturel est assuré par six fenêtres latérales en cintre surbaissé, percées à la fin du XVIIIe siècle. Ce qui était les fenêtres primitives n'est plus visible que dans l'appareil du mur du nord, où l'on peut identifier les vestiges d'une étroite baie romane. Entourée d'un rang de courts claveaux à l'intérieur, elle s'ouvre sous un  linteau monolithique vers l'extérieur, comme la nef de l'église Saint-Nicolas d'Angy en possède encore : des points gravés suggérant les claveaux. Cette baie, fortement ébrasée, avait une largeur de 80 cm au parement intérieur et de 45 cm au parement extérieur. Puisqu'il devait s'agir d'un simple ébrasement conformément à l'usage avant le début du XIIe siècle, la baie elle-même devait avoir une largeur de 60 cm environ. D'une seconde baie au nord, ne reste plus qu'un piédroit, et il n'est pas certain s'il y avait des ouvertures au sud. Une baie romane plus grande existe au-dessus du portail occidental, mais elle a été bouchée. Hormis une piscine en plein cintre ménagée dans le mur du nord près de la croisée du transept et le passage autour de la pile nord-ouest du clocher, aucune particularité architecturale n'est à signaler à l'intérieur. Les murs sont couverts d'un enduit au teint clair, ce qui correspond certainement à la disposition d'origine, comme partout où un petit appareil fut utilisé. Le dallage est réalisé en pierre et le plafond de bois est apparent. La nef se trouve aujourd'hui en parfait état et permet de se faire une image de la simplicité des nefs romanes en milieu rural.
En entrant à gauche, les fonts baptismaux du milieu du XIIIe siècle constituent l'unique élément du mobilier classé au titre objet, en l'occurrence par arrêté du 5 novembre 1912. Hauts de 97 cm, larges 84 cm et profonds de 85 cm, ils se composent d'une cuve baptismale à infusion carrée et d'un socle plus petit, qui prend la forme d'une grosse colonne cantonnée de quatre colonnettes. Leurs bases sont identiques à celles des colonnettes des fenêtres du chœur, datables du second quart ou du milieu du XIIIe siècle. La bordure de la cuve est moulurée à l'instar du tailloir d'un gros chapiteau.

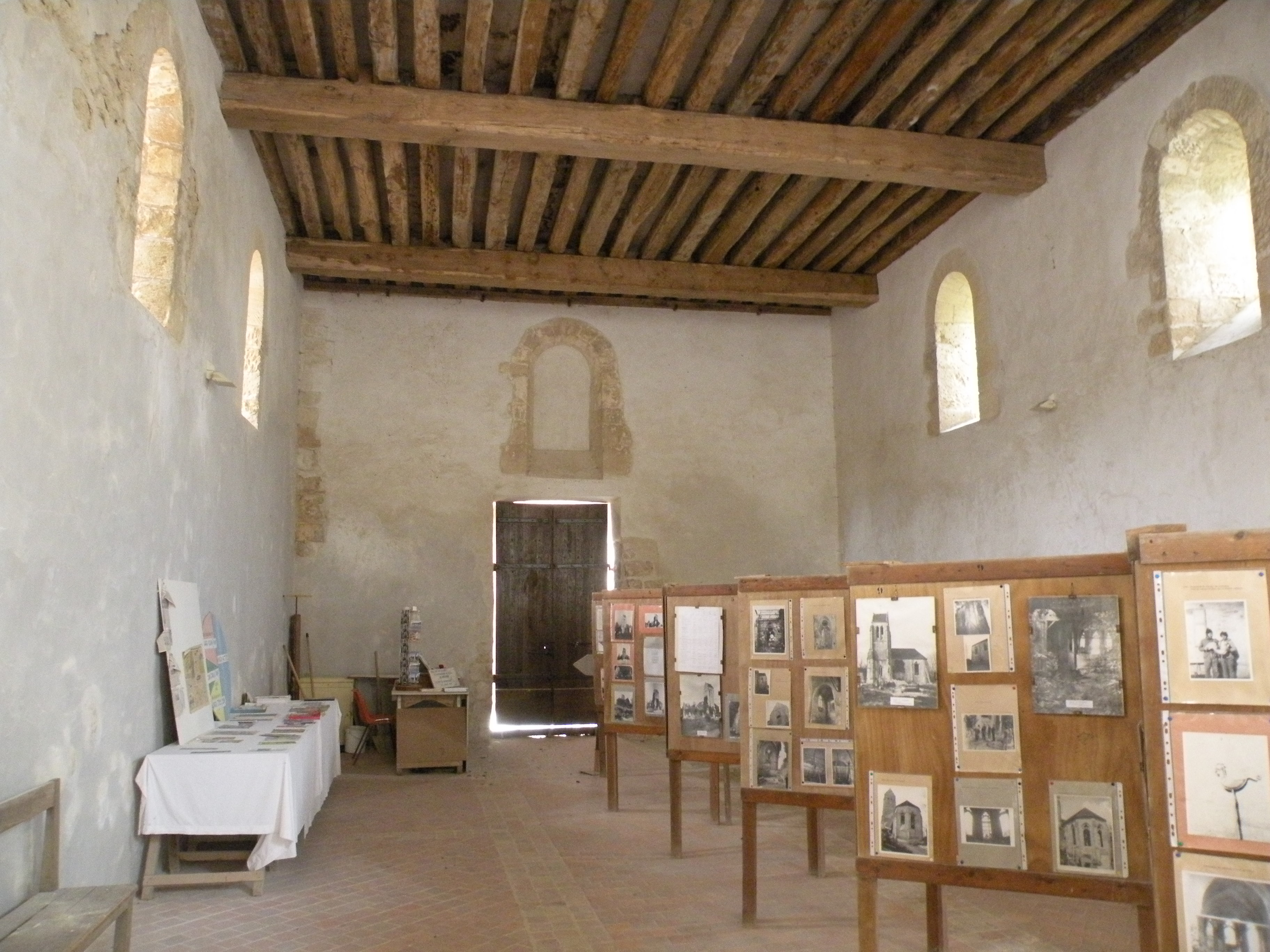
Nef, vue vers l'ouest.
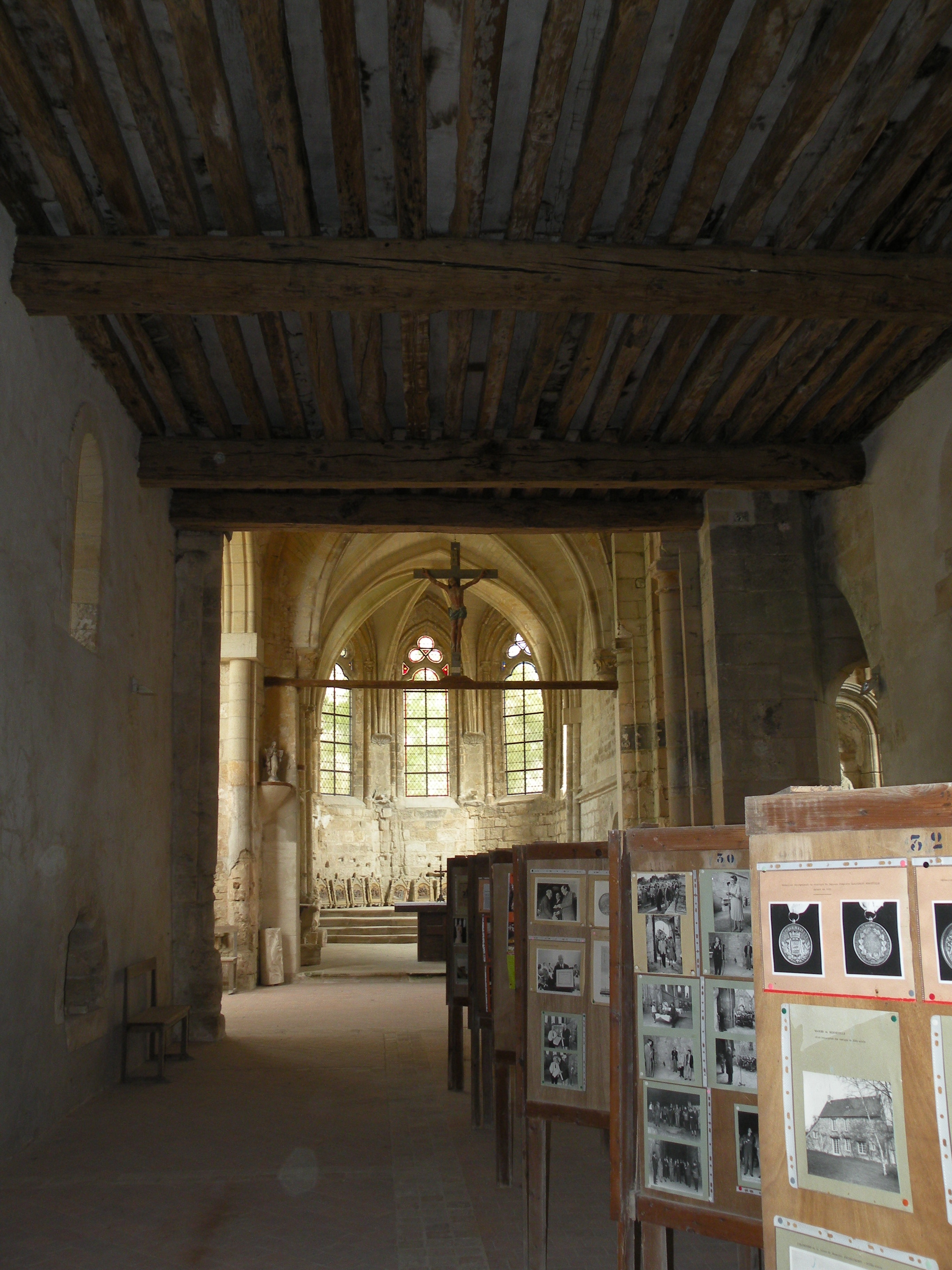
Nef, vue vers l'est.
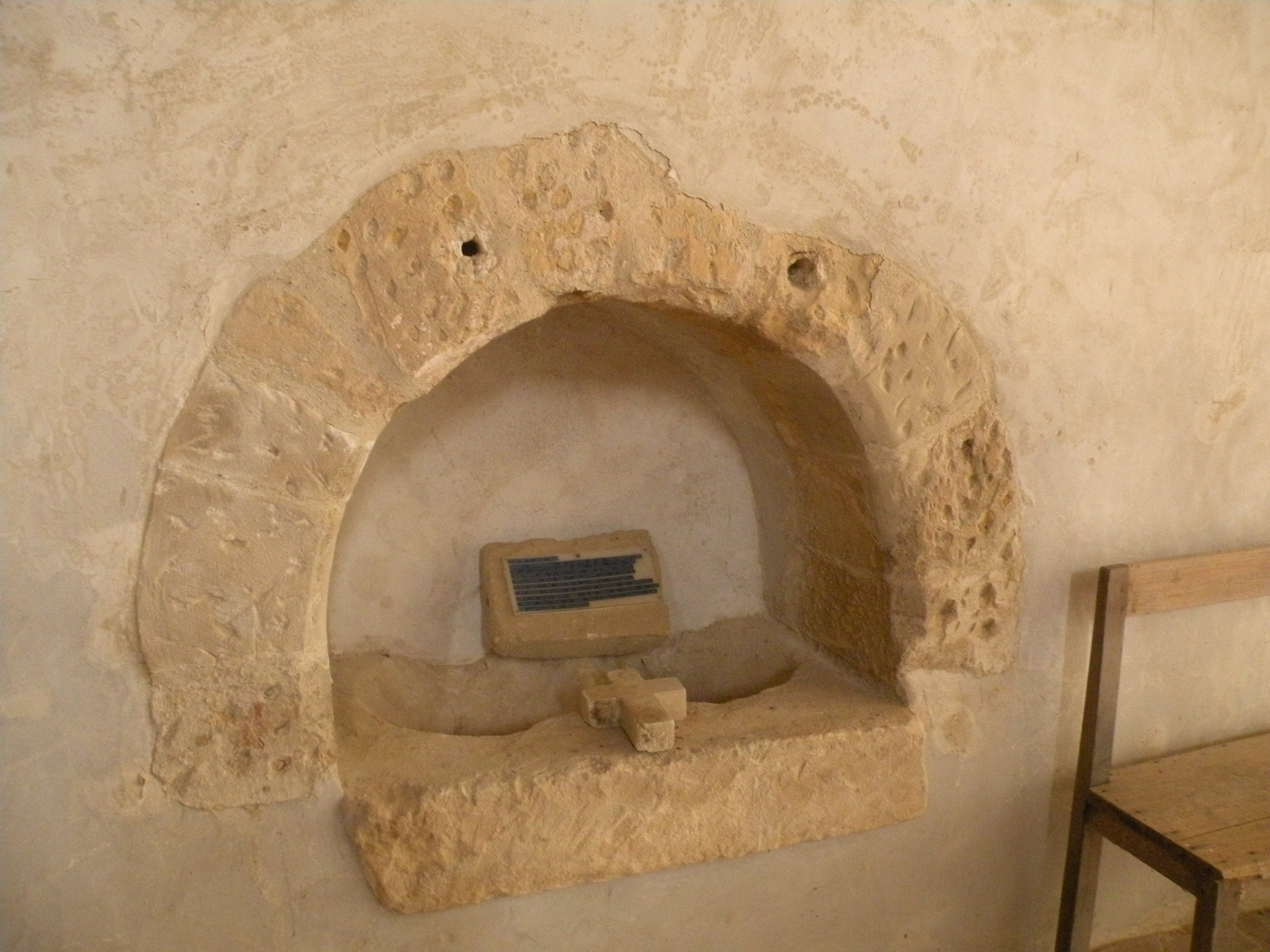
Piscine de la nef.
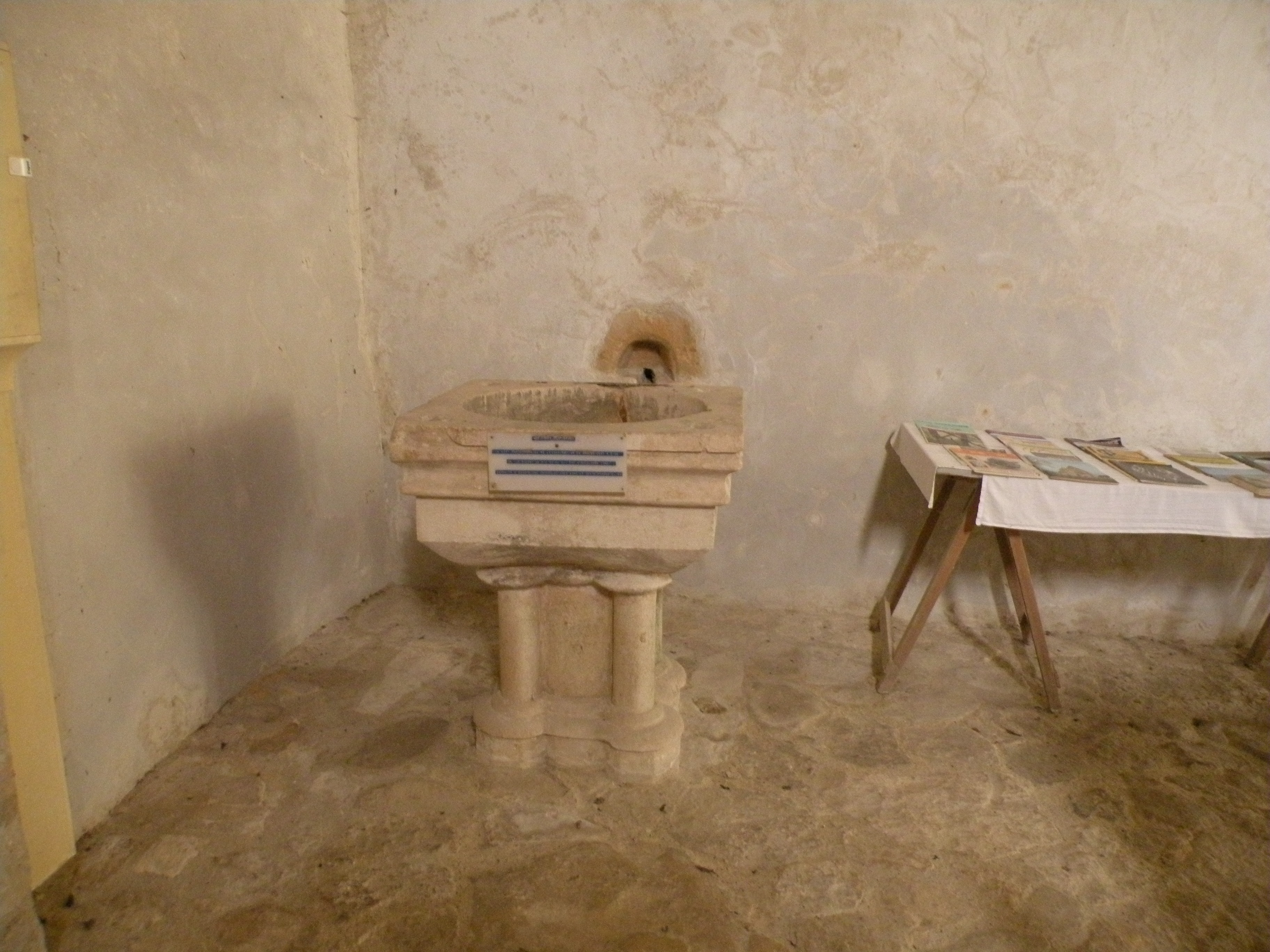
Fonts baptismaux.

#### Croisée du transept

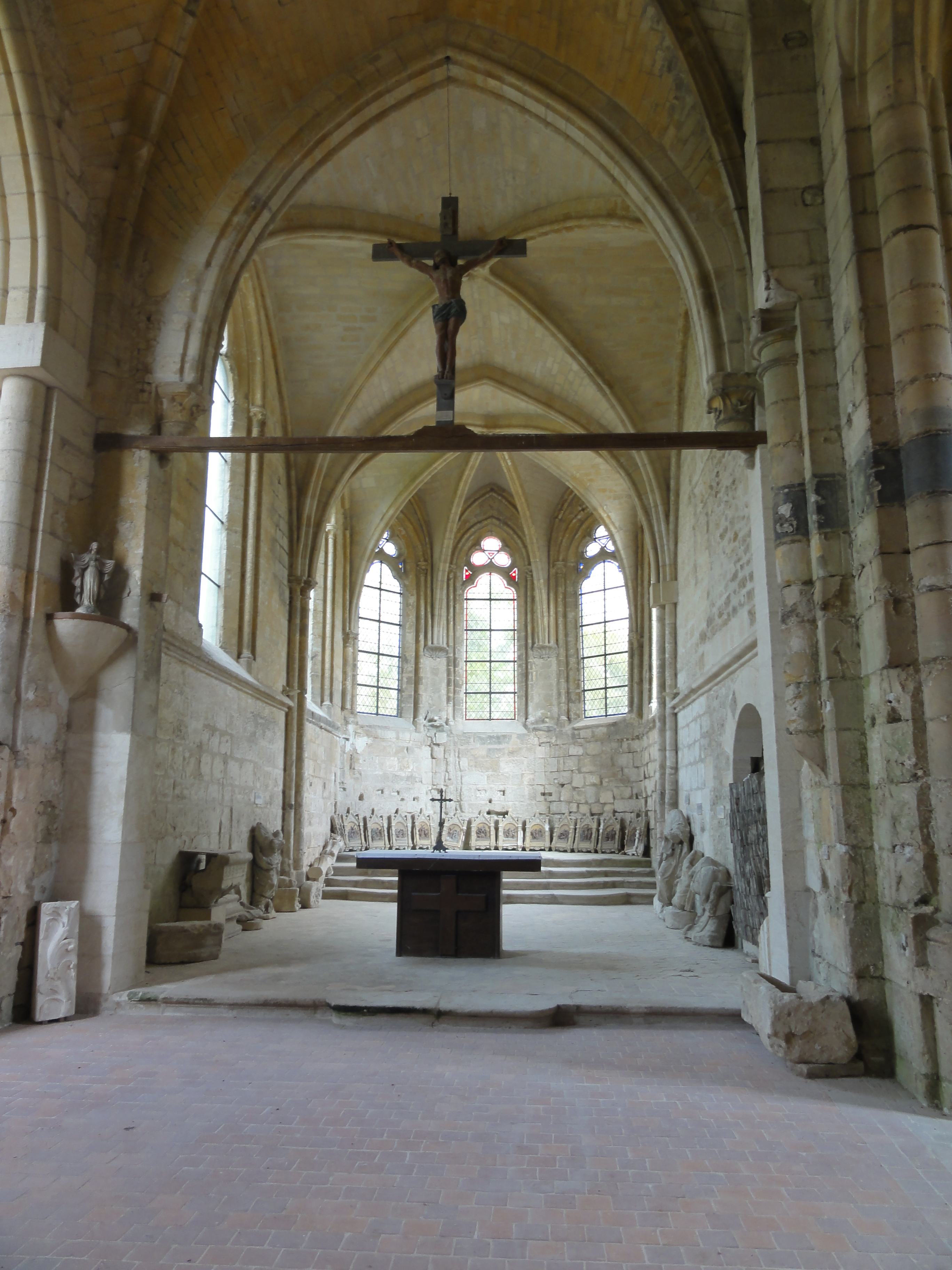
Croisée, côté est.

La croisée du transept date initialement du second quart du XIIe siècle, mais a été reconstruite sans doute un peu après l'édification du clocher. Le côté sud venait donc d'être refait et les travaux portent ensuite sur une nouvelle arcade vers la nef et sur un revoûtement. Vers le nord et vers l'est, les arcades d'origine ont été maintenues. La nouvelle arcade vers la nef est toujours en tiers-point et dotée de moulures en talon. Puisque le plafond de la nef est plat, la partie supérieure de l'arcade est obturée par un lattis qui clôt les combles de la nef. Au nord, l'arcade se fond dans une demi-colonne engagée dans le mur, sans chapiteau, et l'ogive de la croisée pénètre dans le massif. Au nord tout au contraire, l'arcade retombe sur un chapiteau dorique au tailloir carré dont les côtés sont concaves, comme en on trouve dans la base du clocher. Le chapiteau repose sur une demi-colonne différente de celle du nord, mais au-dessus du chapiteau, un pilier carré semble surgir pour pénétrer directement après dans l'arcade, ce qui est une disposition inhabituelle. L'ogive de la croisée est reçu par un tout petit cul-de-lampe près du chapiteau dorique, sculpté d'une tête humaine.
Quant à l'arcade vers la base du clocher, elle est encore différente et plus étroite. Elle est à double rouleau et repose sur deux piles carrées, dans lesquelles des demi-colonnes sont engagées. Le rang de claveaux inférieur est taillé de sorte à présenter trois faces méplates, et le rang de claveaux supérieur qui fait saillie dessus présente des listels à ses arêtes. Il s'agit d'une version fortement simplifiée des moulures prismatiques de la période flamboyante. À gauche de l'arcade vers la base du clocher, près de l'angle sud-est de la croisée, l'on trouve un pilier analogue à celui au sud de l'arcade vers la nef. L'on note également le passage au profil carré au-dessus du chapiteau dorique. Puisque le pilier n'occupe pas tout à fait l'angle, il ne transperce la voûte que largement au-dessus du chapiteau. Dans l'angle, l'ogive de la voûte s'arrête net sur un cul-de-lampe non décoré : tout ceci indique une construction bâclée, la solution habituelle aurait été de réunir les piliers des deux arcades voisines à la pile sud-est du clocher, et d'y intégrer également le support de l'ogive. En face, dans l'angle nord-est du carré du transept, l'ogive retombe sur un autre type de cul-de-lampe non décoré. Les ogives du carré du transept suivent une courbe en tiers-point et ont un profil gothique. Au sommet de la voûte, un médaillon qui a perdu son décor est entouré de quatre têtes sculptés identiques à celle du cul-de-lampe qui reçoit l'ogive dans l'angle sud-ouest.

#### Base du clocher et croisillon nord
L'arcade ouvrant dans la base du clocher est en plein cintre, alors que l'arc brisé règne à l'intérieur. Pour supporter le poids du clocher, le maître d'œuvre n'a pas opté pour des piles particulièrement fortes ou des murs très épais, mais pour une solution intermédiaire fréquente à la période des premières voûtes d'ogives, au milieu du XIIe siècle. Des faisceaux de trois colonnes et de deux colonnettes sont logés dans les angles. L'alternance entre colonnes et colonnettes donne que les ogives pourtant assez minces retombent sur de fortes colonnes, par l'intermédiaire de chapiteaux doriques sommaires comme il en existe deux exemplaires dans la croisée, dont le remaniement a donc commencé au moment de la construction du clocher. Les autres colonnes et colonnettes sont dépourvues de chapiteaux et supportent des arcades qui se plaquent devant les murs extérieurs. Des fenêtres au remplage Renaissance standard de deux formes en plein cintre surmontées d'un oculus rond existent au sud et à l'est, mais celle de l'est a été bouchée au XVIIIe siècle lors de l'érection de deux contretables d'autel. L'on a donné aux arcades des moulures prismatiques fort simples. La voûte d'ogives se situe un peu en dessus des arcades et est dépourvue de formerets. Alors que les trous de cloches se sont généralisés au XVIe siècle, on n'en a curieusement pas prévu un, et plus tard, le voûtain occidental a été sommairement percé d'un trou afin de pouvoir remonter des cloches neuves. La clé de voûte est décorée d'un large fleuron cruciforme, qui imite sans doute intentionnellement ceux du chœur.
Le croisillon nord a sans doute été construit après le chœur, et servait de chapelle tout comme la base du clocher. Elle suit un plan légèrement barlong du nord au sud, et s'ouvre sous une arcade en tiers-point du milieu du XIIIe siècle, qui est au profil d'un méplat entre deux tores. Au début du XXe siècle, elle retombait encore sur deux chapiteaux doriques recopiés sur les autres ; aujourd'hui, elle retombe sur deux blocs de pierre cubique qui reposent sur des demi-colonnes identiques à celles utilisées à l'entrée de la base du clocher. Le profil des ogives du milieu du XIIIe siècle est de deux tores encadrant une arête, et avec les formerets monotoriques, ils retombent sur des colonnettes uniques logées dans les angles. Plus grande chose ne subsiste de la sculpture des chapiteaux de crochets. La clé de voûte a été refaite, probablement au XVIe siècle. Le croisillon nord est éclairé abondamment par trois baies identiques, dont le remplage gothique rayonnant se compose de deux lancettes en tiers-point, surmontées d'un oculus rond sans redents. Un tore dessinait chacune des subdivisions. Les meneaux étaient initialement garnis de petits chapiteaux ronds. Au début du XXe siècle, seule la baie occidentale demeurait à peu près intacte ; celle du nord était mutilée et en grande partie bouchée, et de celle de l'est, seulement la partie supérieure était restée ouverte. Entretemps, la baie du nord a été reconstituée, mais les chapiteaux n'ont pas été sculptés ; à l'ouest et à l'est aussi, des chapiteaux ont été remplacés sans être sculptés. Les baies de l'ouest et du nord prennent appui sur un bandeau torique formant larmier, aujourd'hui en partie cassé.

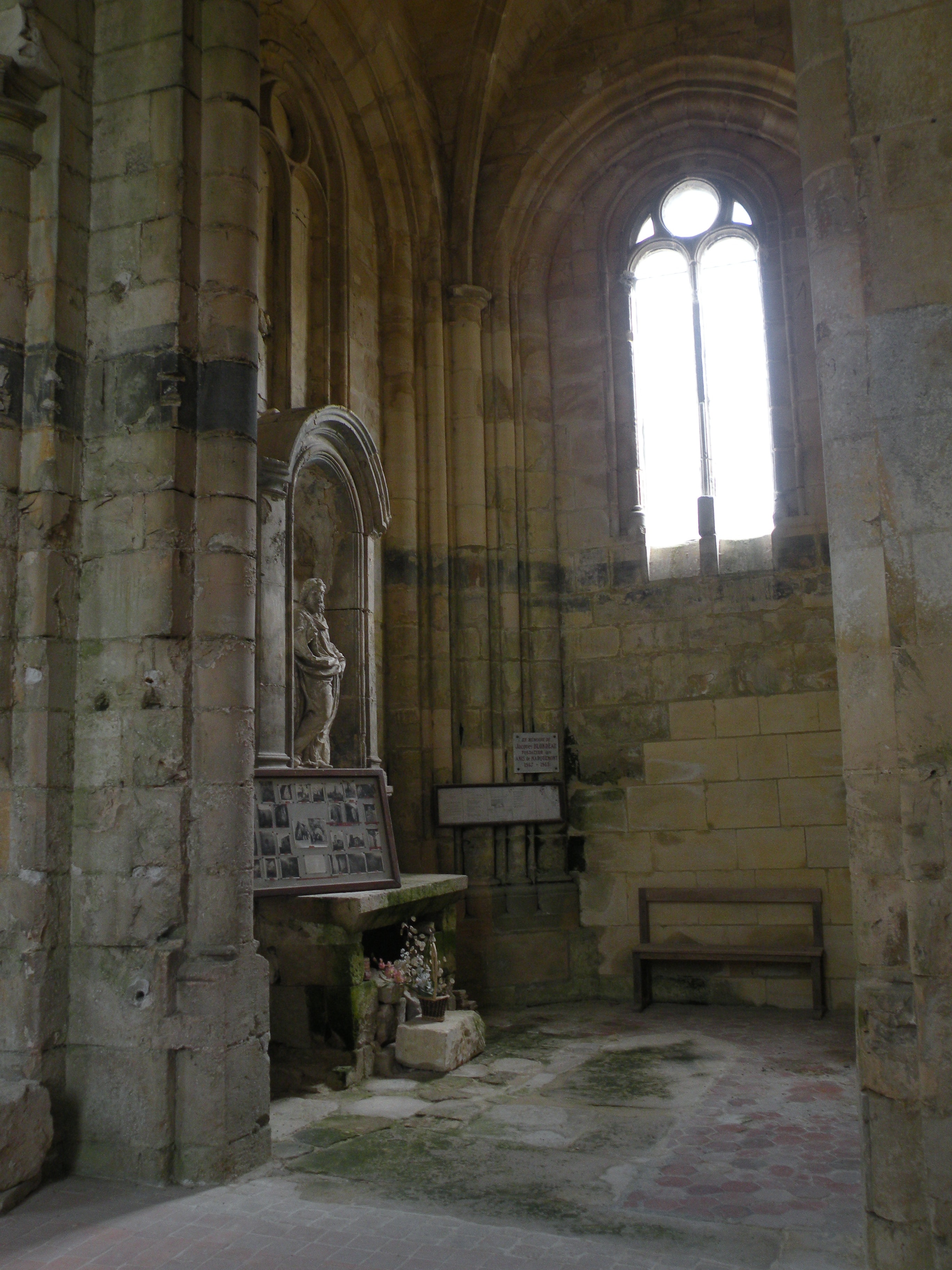
Base du clocher.
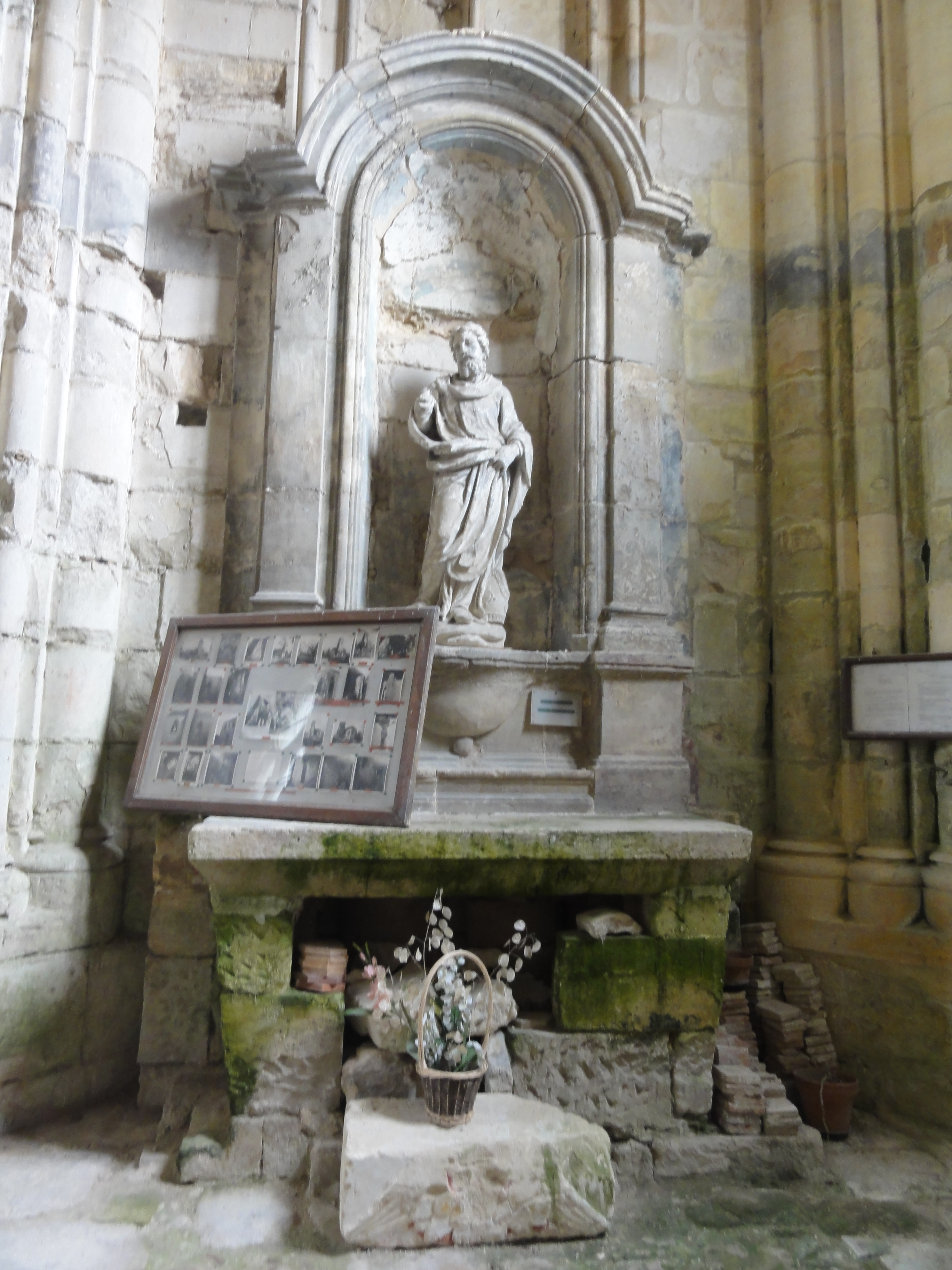
Autel de la base de clocher.
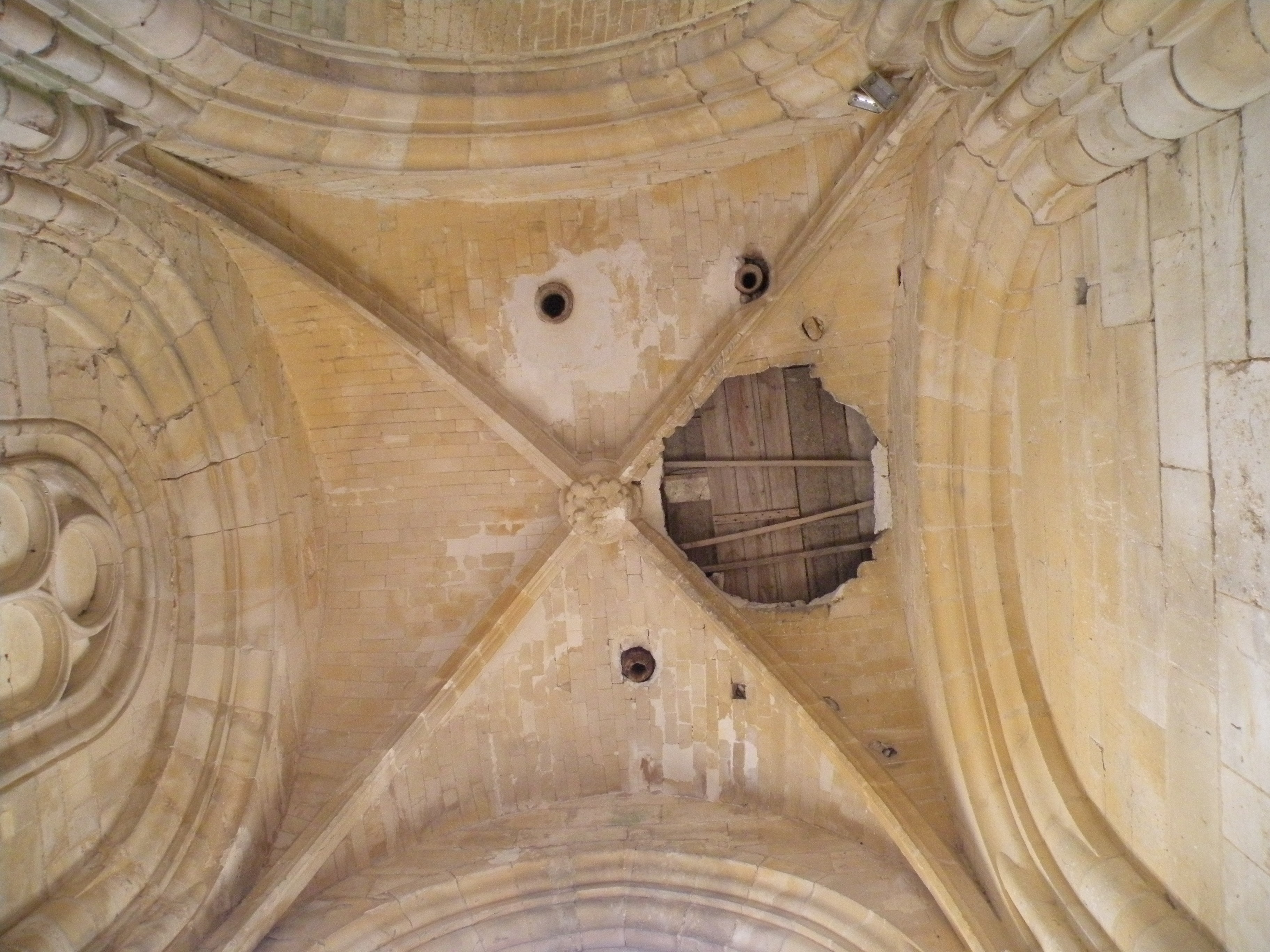
Voûte de la base de clocher.
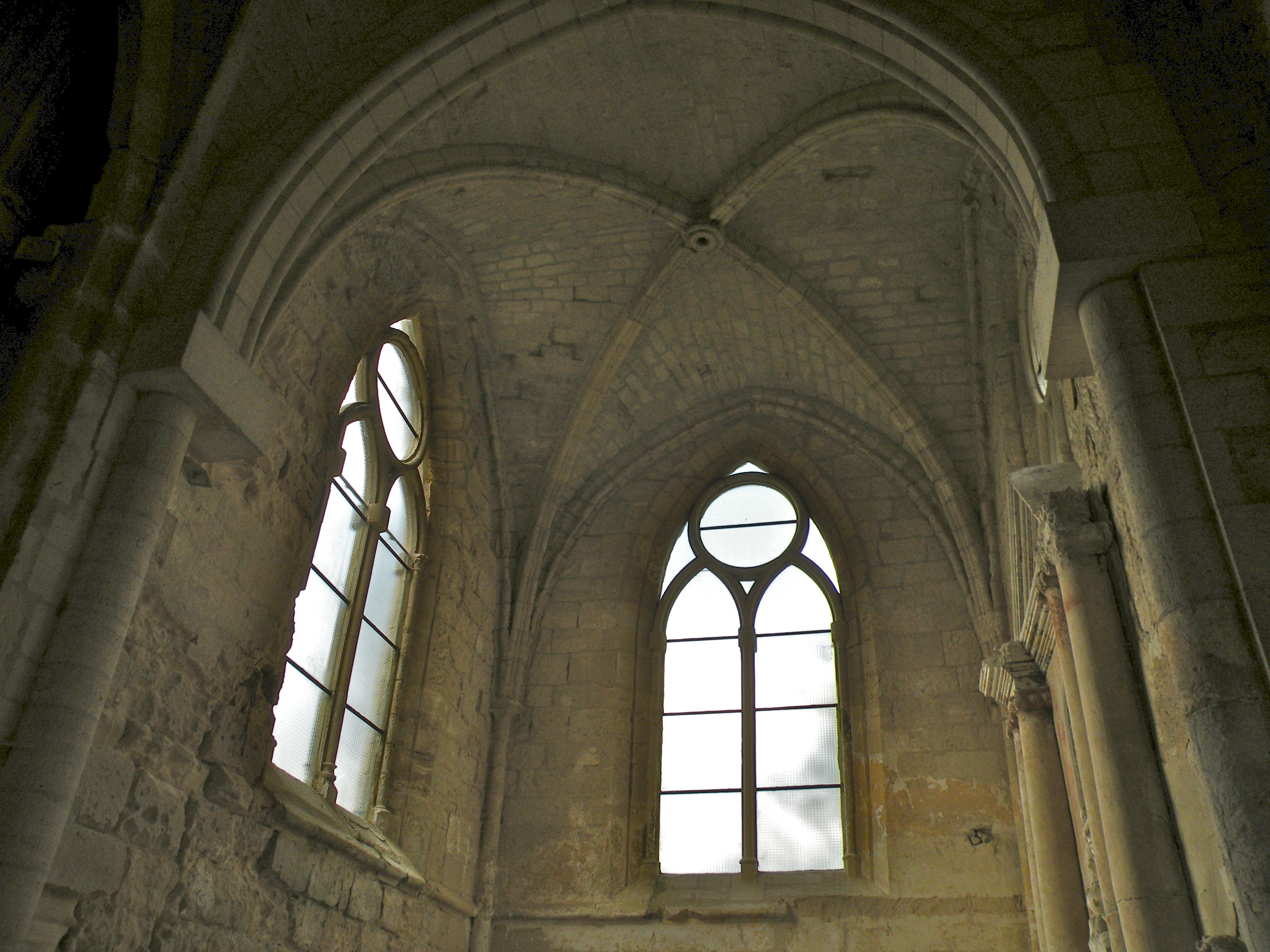
Croisillon nord.
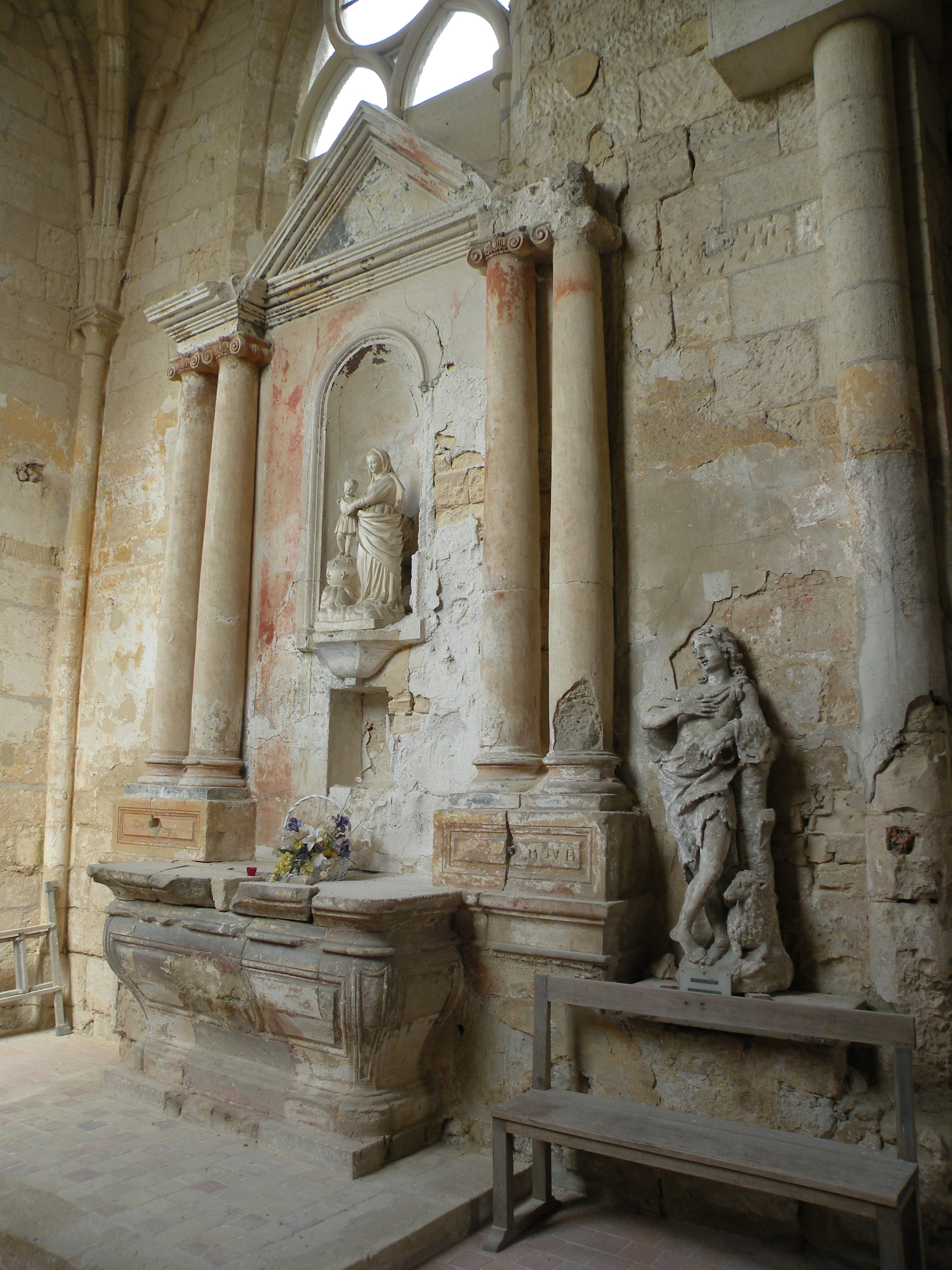
Autel du croisillon nord.
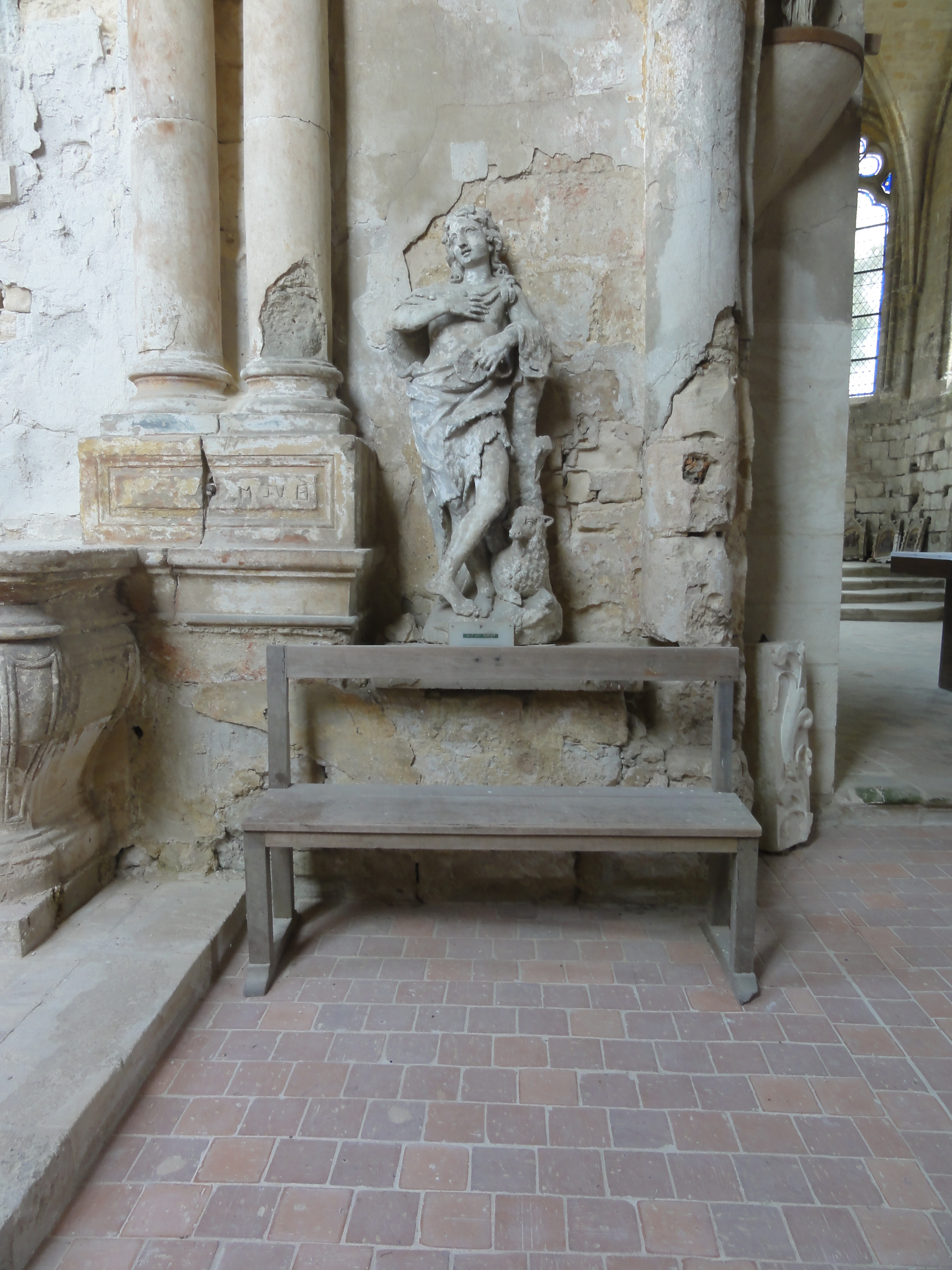
Croisillon nord, statue XVIIIe.

#### Chœur
Spacieux avec une longueur de 11,75 m et une largeur de 5,63 m, le chœur est d'un effet élégant et léger, ce qu'il tient en grande partie de la minceur des fûts des colonnettes, dont le diamètre n'est que de 14 cm. Ceci vaut pour les faisceaux de trois colonnettes à l'intersection entre les travées, que pour les colonnettes uniques entre les pans de l'abside. C'est donc bien inutilement que les colonnettes supportant l'arcade vers le carré du transept ont été coupées un peu en dessous des chapiteaux. Ceux-ci sont initialement sculptés de feuilles appliquées ou enroulées en crossettes, ou formant des crochets aux extrémités. Le profil des tailloirs carrés aux angles abattus est d'un cavet bordé de deux filets, caractéristique de la première moitié du règne de saint Louis. Les doubleaux sont aussi minces que les ogives, et sont du même profil que dans le croisillon nord. Les formerets retombent sur les mêmes chapiteaux que les ogives. Les deux clés de voûte sont agrémentées d'élégants bouquets de feuillages cruciformes. Des colonnettes à chapiteaux flanquent également les fenêtres ; comme différence, leurs tailloirs sont ronds et non carrés. Les fenêtres sont toutes alignées au centre des murs ; si la première travée est aveugle côté sud, c'est que l'église touchait ici au prieuré, avec lequel il communiquait par une porte en plein cintre aujourd'hui bouchée, et par une tribune qui a complètement disparu. Les trois fenêtres des parties droites du chœur sont un peu plus larges que les trois baies du chevet, qui sont d'autant plus aigües. Le remplage y est aussi plus élaboré : il se compose d'une lancette légèrement trilobée surmontée d'un trèfle, les deux écoinçons étant ajourés. Les baies des parties droites n'ont toujours pas de meneau central, et leur remplage se réduit à une unique tête trilobée, les écoinçons étant toujours ajourés. Les fenêtres prennent appui sur une sorte de larmier de section arrondie creusé d'une gorge, qui court le long des murs à environ 3,00 m au-dessus du niveau du sol, et qui devient un long glacis au seuil des fenêtres. Malheureusement cette sobre mais savante décoration a été cassée dans la seconde travée, en faveur de l'installation de boiseries sans valeur au XVIIIe siècle : le larmier a été supprimé, et les colonnettes ont été coupées en dessous des fenêtres, voire entièrement enlevées de part et d'autre de la baie d'axe, pour céder la place à des niches à statues. Les boiseries et ornements du XVIIIe siècle ont été arrachées au début du XXe siècle, et une piscine sous une arcade trilobée a ainsi été mise au jour dans le mur du sud.

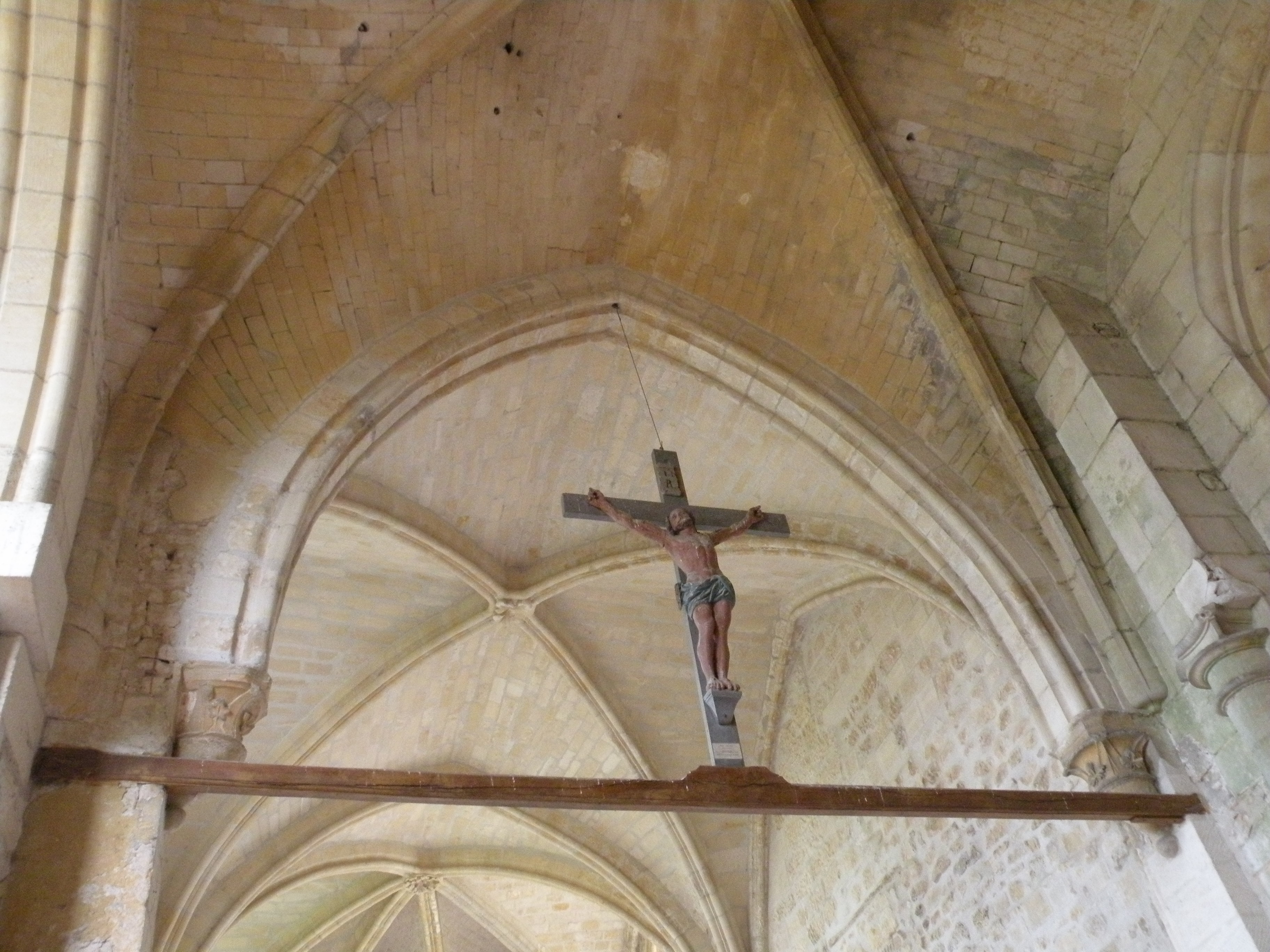
Croisée, poutre de gloire et vue sur la voûte du chœur.
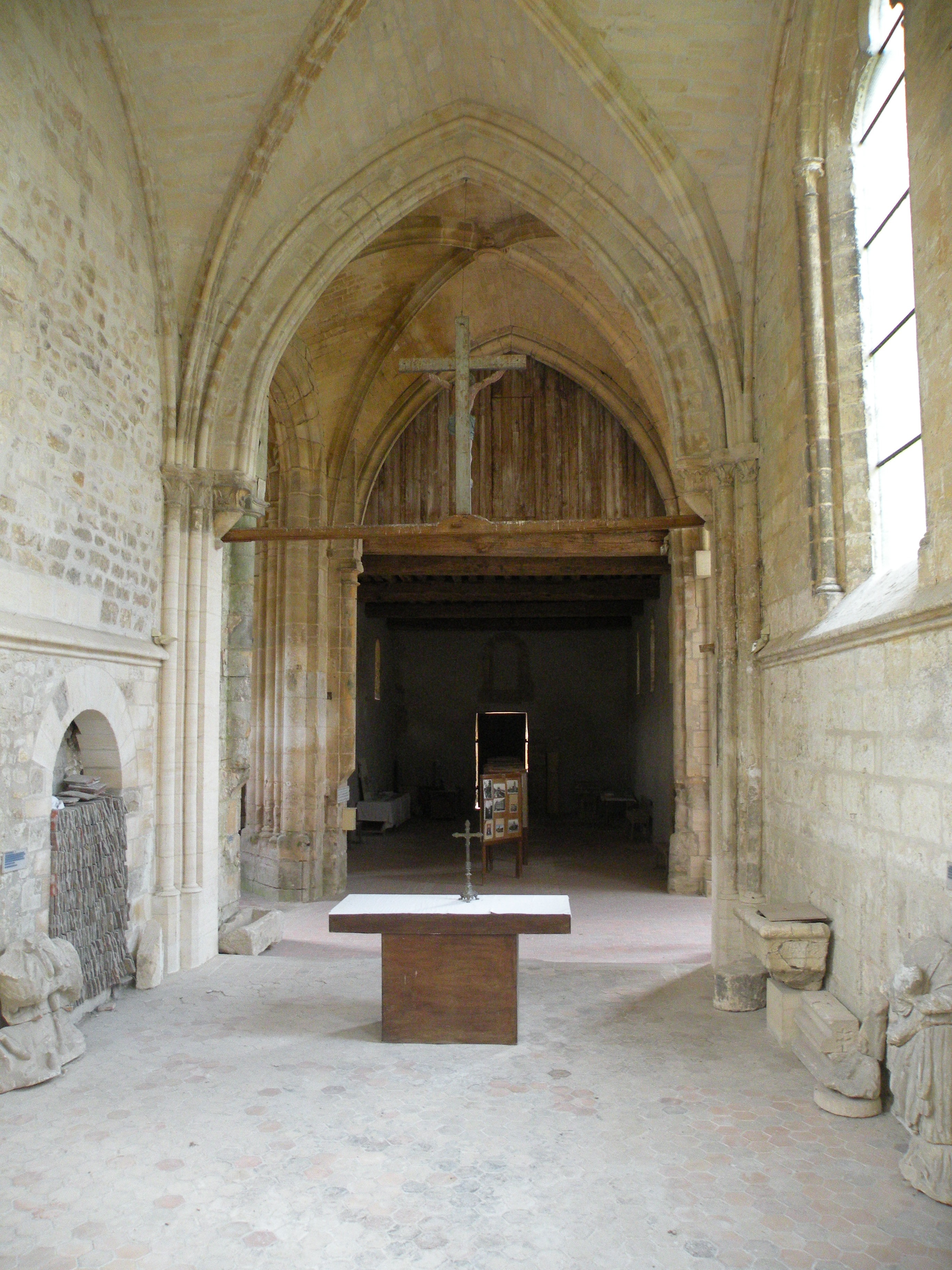
Chœur, vue vers l'ouest.
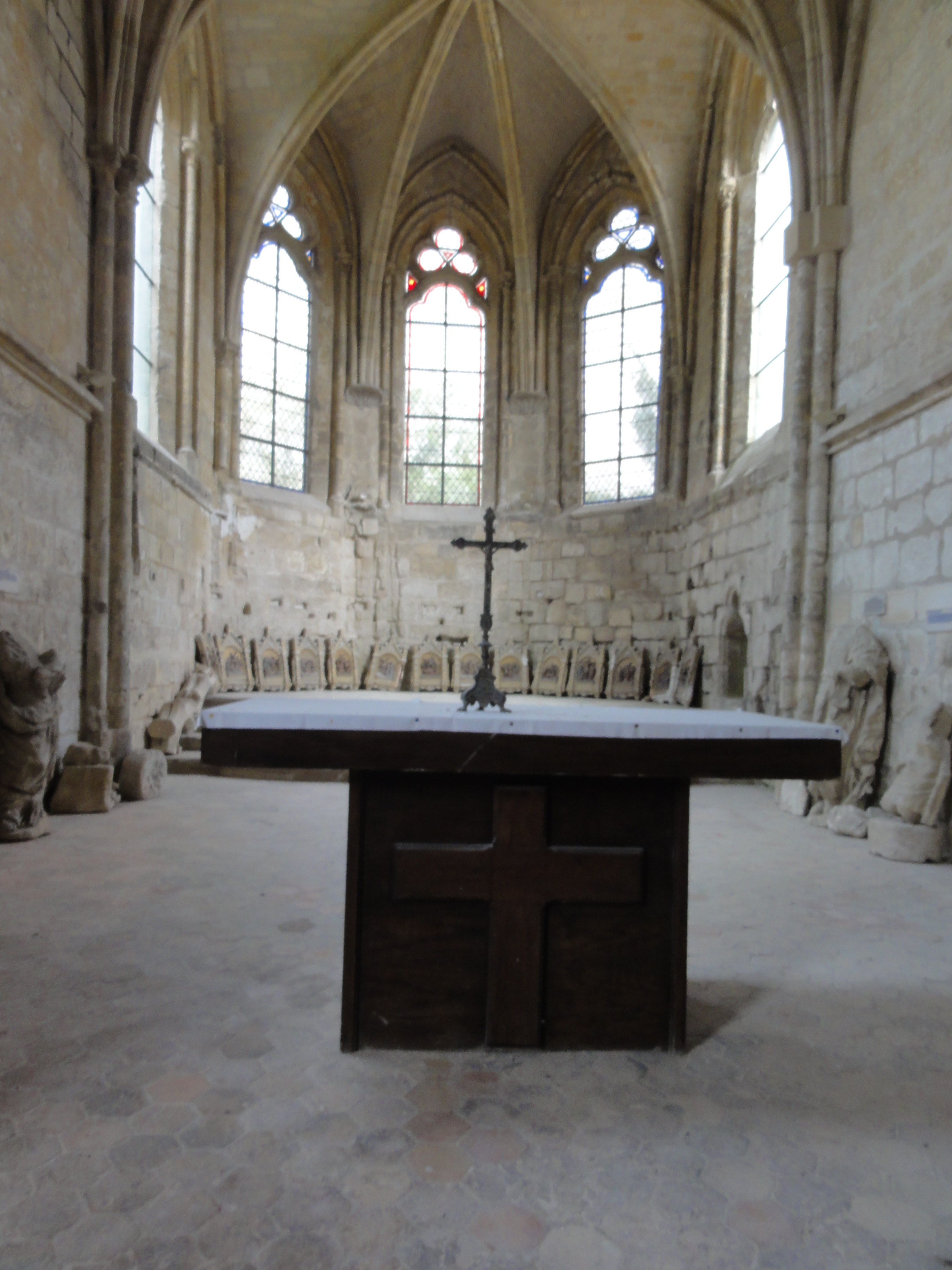
Maître-autel, vue vers l'abside.
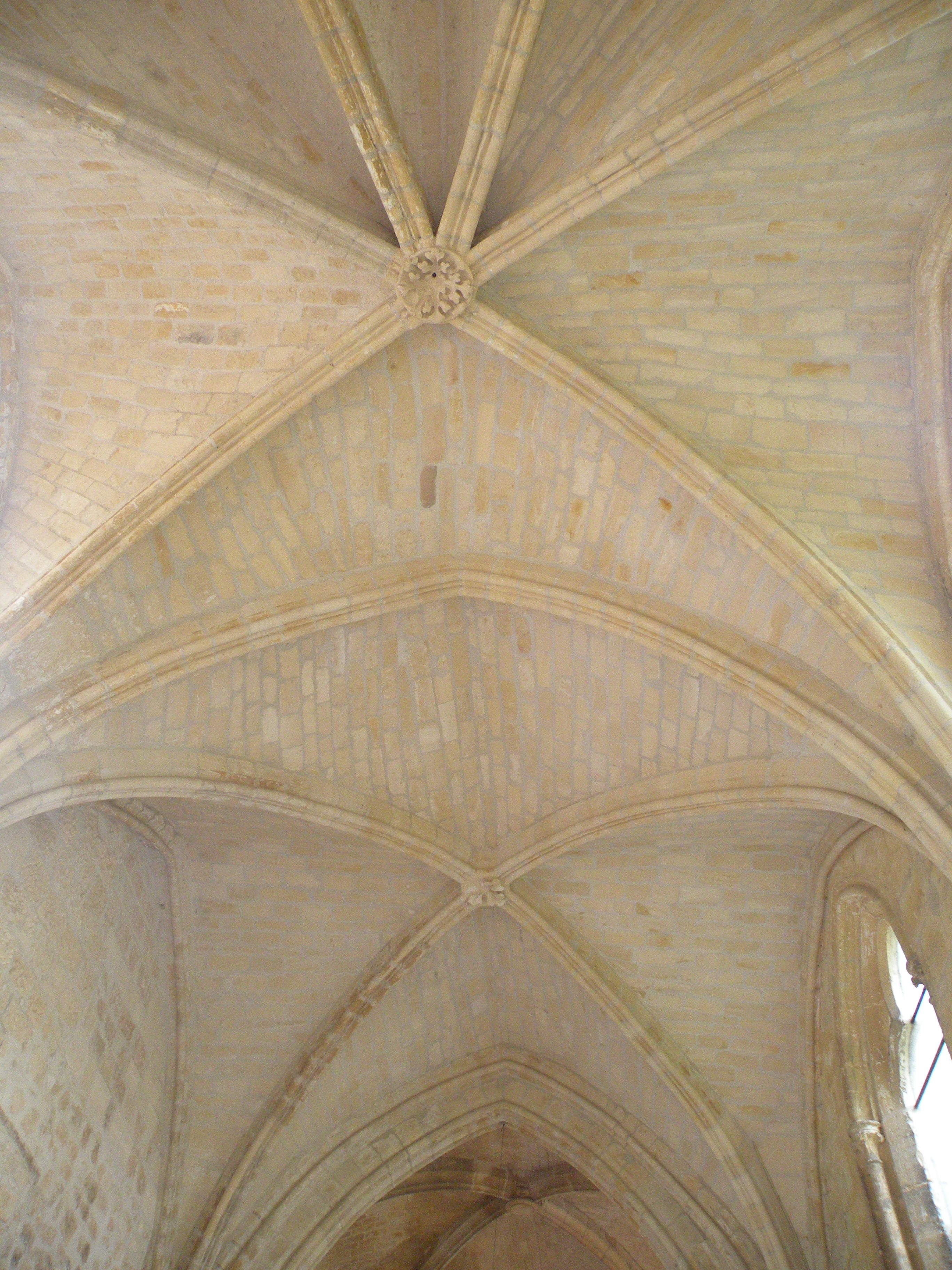
Voûtes du chœur, vue vers l'ouest.
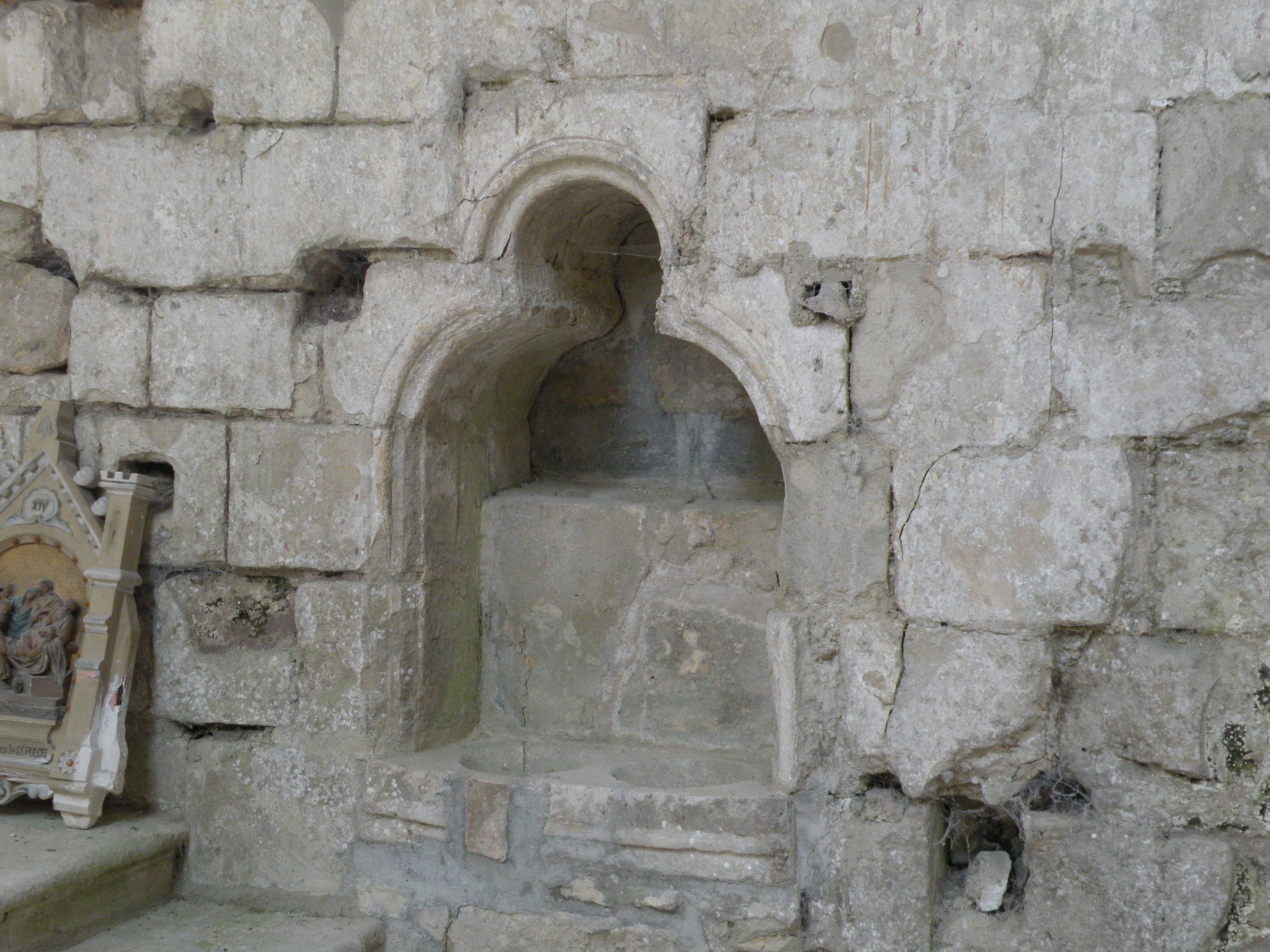
Piscine du chœur.

### Extérieur

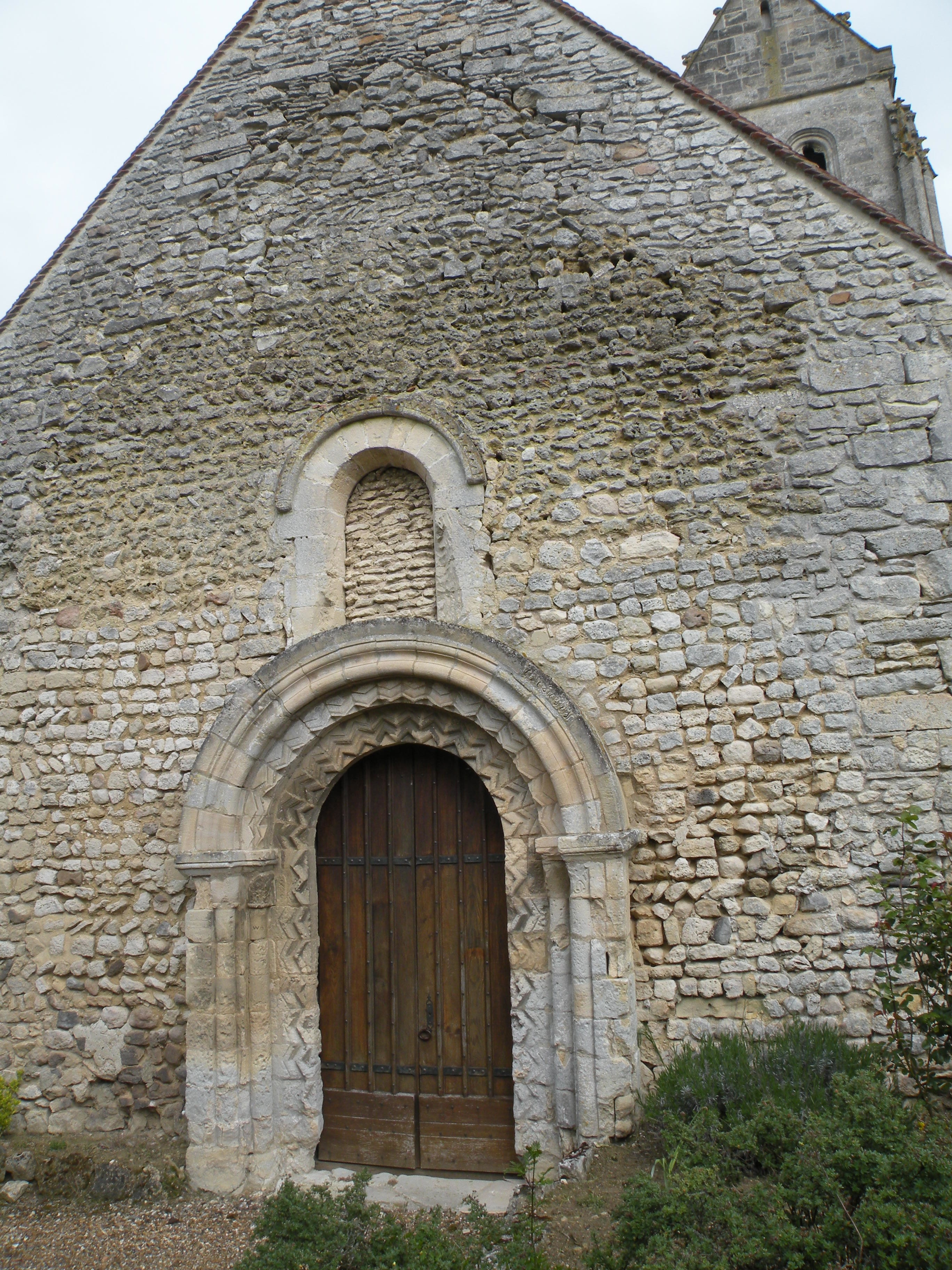
Portail occidental.

Le portail représente l'élément le plus intéressant de la nef romane. Jusqu'en 1890 environ, il était protégé par un porche en maçonnerie, recouvert par un toit en appentis. Tout porte à croire que le portail n'a jamais possédé de tympan. La porte en plein cintre est entourée d'un double rang de bâtons brisés, dont le rang extérieur s'interrompt seulement à hauteur des chapiteaux des deux paires de colonnettes qui cantonnent le portail. Elles supportent une double archivolte, dont le rang de claveaux inférieur est décoré d'un rang de bâtons brisés à plus faible relief, qui affronte un second rang qui court dans l'intrados, de sorte que des losanges excavés sont formés à l'intersection. La variation du relief des bâtons brisés est la règle partout où le motif est employé plusieurs fois sur une même arcade ou sur un même portail, et les deux rangs affrontés sont également un procédé courant, qui a été porté à perfection dans la nef de l'église Saint-Lucien de Bury. Quant au rang de claveaux supérieur, il est orné de deux tores inégaux séparés d'une gorge. Depuis une restauration ancienne, le cordon de palmettes de feuilles d'acanthe au-dessus est réduit à un fragment sur un unique claveau. Le motif de la feuille d'acanthe demeure visible sur le chapiteau tout à droite ; les autres sont devenus plus ou moins illisibles, et toutes les colonnettes ont perdu leurs bases. Les tailloirs d'origine ne subsistent qu'à droite ; ils sont composés d'un cavet dégagé, d'un tore et d'une tablette. Le portail fait très nettement saillie devant la façade, comme à Saint-Ouen-l'Aumône, sans galbe protecteur le reliant à la façade. Louis Régnier n'exclut pas que le portail se trouvait initialement dans le mur sud de la nef, plus épaisse. En tout cas, il ne date pas d'origine et indique la période romane tardive, ou autrement dit le second quart du XIIe siècle. Cinq portails similaires existent dans le nord-ouest du Vexin français et toute la série pourrait avoir un seul auteur ; le portail qui se rapproche le plus de celui de Marquemont se trouve à Brignancourt. — Directement au-dessus du portail se trouve une fenêtre en plein cintre bouchée, dont le rang de claveaux est décoré d'un tore non dégagé accolé à un cordon de dents de scie, retombant sur deux têtes grimaçantes. La niche formée par la baie bouchée a longtemps abrité une charité de saint Martin, datant du XVIe siècle. L'on note par ailleurs que le pignon a été rehaussé. Un unique contrefort roman subsiste côté nord,.
Le clocher est bien entendu la partie la plus visible de l'église extérieurement, mais son architecture ne se signale pas par sa recherche. Il est toutefois bâti en pierre de taille. De courts glacis marquent la subdivision en trois niveaux, et le niveau intermédiaire est entièrement aveugle. Deux contreforts orthogonaux épaulent le clocher à chaque angle. Ils se retraitent au début du niveau intermédiaire, soit par un larmier, soit par un glacis profilé. À l'angle sud-ouest, les contreforts sont plus saillants et encadrent une tourelle d'escalier rond, dont le toit conique en pierre ne se situe pas plus haut que le début de l'étage intermédiaire. De part et d'autre du cône, les contreforts se retraitent par de curieux glacis profilés, dont le galbe rappelle celui à la retombée de certains mâchicoulis posé à l'envers. Au milieu de l'étage intermédiaire, les contreforts se retraitent une seconde fois et sont ici recouverts par des chaperons pyramidaux, dont naissent des contreforts de section triangulaire qui s'amortissent par des clochetons garnis de crochets en haut de l'étage de beffroi. Celui-ci présente deux baies en plein cintre par face, entourées de moulures prismatiques et dotées de têtes trilobées évoquant ceux du chœur, de trois siècles plus anciennes. En haut, un larmier tient lieu de corniche. Les rampants des pignons sont garnis de deux feuilles d'acanthe, et les sommets couronnés par des fleurons.
Peu de choses sont à dire à propos du chœur et du croisillon nord, qui est seul à posséder encore la corniche d'origine. Elle est creusée d'une gorge entre deux baguettes. L'ensemble est bâti en pierre de taille, et les contreforts identiques à l'est et au nord soulignent son homogénéité. Ces contreforts sont scandés d'un unique larmier à mi-hauteur, et se terminent par un glacis formant larmier. Sur les murs du chœur au niveau du seuil des fenêtres, règne exactement le même larmier qu'à l'intérieur, mais il a en partie disparu.